# Церква святителя Миколая Чудотворця (Стриганці)
Церква святителя Миколая Чудотворця в Стриганцях — парафія і храм Бережанського благочиння Тернопільської єпархії Православної церкви України в селі Стриганці Тернопільського району Тернопільської области.

## Історія церкви
Перший храм у Стриганцях був збудований у 1737 році на пагорбі в центрі села. Нижче розташовувався цвинтар, де поховано священників С. Левицького та І. Гарматія.
За служіння о. Олексія Блажківа було проведено ремонт будівлі, реставрацію храму, а також огороджено старий і новий цвинтарі. Священник о. Іван Гарматій активно боровся з курінням та вживанням алкоголю, дбаючи про здоров'я парафіян.
У 2000 році збудували нову дзвіницю. Під час заміни престолу у 2007 році було знайдено частину мощей мученика Прова, які з благословення священника виставляють у храмі для поклоніння.
На території села освячено пам'ятний хрест на честь проголошення незалежності України.

## Парохи
- о. Рудницький (1866),
- о. Андрій Легогубський (1885—1890),
- о. Макогонський (1890—1901),
- о. Левицький (1899),
- о. Іван Гарматій (1901—1953),
- о. Квіт (1953—1962),
- о. Олексій Блажків (1962—1975),
- о. Микола Головчак (1975—1980),
- о. Деонізій Левицький (1980—1989),
- о. Михайло Ковта (1989—1991),
- о. Микола Пересада (1991—1992),
- о. Роман Михно (1992—2006),
- о. Микола Андрушків (з 2006).